# Amaranta Fernández
Amaranta Fernández Navarro (Mataró, 11 agosto 1983) è una pallavolista e giocatrice di beach volley spagnola.
Gioca nel ruolo di centrale.

## Palmarès

### Club
- Campionato spagnolo: 2

2006-07, 2007-08
- Coppa della Regina: 2

2006-07, 2007-08
- Supercoppa spagnola: 3

2006, 2007, 2015
- Top Teams Cup: 1

2006-07